# Mary Santamaría
María de los Ángeles Amescua Santamaría (Madrid, octubre de 1920 - Salamanca, 23 de junio de 1943) fue una actriz española.

## Biografía
Nació en Madrid, en 1920. Siendo hija de Martín Amescua y Dolores Santamaría. Nacida en una familia sin precedentes artísticos, fue alumna interna en un colegio de monjas. Estudió en una academia de baile y empezó su carrera con el nombre de Angelines Madrid en cafés-cantante. 
Debuta en 1940, con la película Gracia y justicia dirigida por Julián Torremocha, en el papel de Trini Marqués. Luego le sigue películas como El difunto es un vivo de 1941, participa en Oro vil escrita y dirigida por Eduardo García Maroto, junto a actores como Ricardo Merino y Florencia Bécquer o ¿Por qué vivir tristes? de 1942. En 1943, hizo su último trabajo en el cine con la película Se vende un palacio dirigida por Ladislao Vajda.
Falleció el 23 de junio de 1943 en Salamanca con solo 22 años de edad.

## Filmografía
- Gracia y justicia (1940)
- El difunto es un vivo (1941)
- Oro vil (1941)
- ¿Por qué vivir tristes? (1942)
- Se vende un palacio (1943)